# Кадырбаев, Рашид Абдулович
Кадырбаев Рашид Абдулович (21 ноября 1913, Семипалатинск — 1 мая 1988, Москва) — советский специалист в области разработки железорудных месторождений, горный генеральный директор III ранга, кандидат технических наук, доцент.

## Биография
Родился 21 ноября 1913 года в ауле Аир-Тас Баянаульского района Павлодарской области в семье кочевников.
В 1930 году окончил Ташкентский гидротехникум. В 1930—1932 годах учился в Ташкентском геологоразведочном институте, в 1932—1935 годах — в Днепропетровском горном институте. Член ВКП(б) с 1945 года. Член Криворожского городского комитета КП Украины. Депутат Верховного Совета Казахской ССР. Делегат с решающим голосом XXI съезда КПСС.

### Трудовая деятельность
- 1928—1930 — чертёжник, топограф Казводхоза;
- 1935—1937 — начальник участка цеха Индерборстроя;
- 1937—1941 — инженер-исследователь, старший руководитель научно-исследовательской темы Научно-исследовательского горнорудного института (Кривой Рог);
- 1941—1942 — главный инженер Тышмекского рудоуправления (Свердловск);
- 1942—1944 — директор, научный руководитель опорной научно-исследовательской станции Научно-исследовательского геологоразведочного института цветных и благородных металлов;
- с 1944 года — главный инженер рудоуправления имени Коминтерна (Кривой Рог), заместитель главного инженера треста «Кривбассруда»;
- В 1953 году решением СМ СССР за № 2863 Р. А. Кадырбаеву присвоено персональное звание Горного генерального директора III ранга.[1]
- до 1957 года — главный инженер, затем управляющий рудоуправлением имени Ф. Э. Дзержинского (Кривой Рог);
- 1957—1958 — 1-й заместитель председателя СНХ Кустанайского экономического административного района;
- май 1958 — 28 декабря 1960 — председатель Совнархоза Кустанайского экономического административного района[2];
- 1961—1963 — постоянный представитель Совета Министров Казахской ССР при Совете Министров СССР[3];
- с 1965 года — главный специалист Подотдела по размещению предприятий металлургической промышленности Государственного планового комитета Совета Министров СССР;
- до 1984 года — заведующий Подотделом по размещению предприятий металлургической промышленности Госкомплана СССР.

В 1984 году вышел на пенсию.
Умер 1 мая 1988 года в Москве.

## Награды
- орден Ленина (19.07.1958);
- орден Трудового Красного Знамени.
- Медаль «За трудовое отличие» (08.08.1949)
- Медаль «За доблестный труд в Великой Отечественной войне 1941—1945 гг.»
- Медаль «За трудовую доблесть» (09.04.1954)
- Медаль «За восстановление предприятий чёрной металлургии юга» (22.07.1950)
- Медаль «За освоение целинных земель» (02.03.1961)
- Юбилейная медаль «Тридцать лет Победы в Великой Отечественной войне 1941—1945 гг.»